# Maximilian von und zu Trauttmansdorff

Maximilian von und zu Trauttmansdorff

Maximilian, Freiherr von und zu Trauttmansdorff (* 23. Mai 1584 in Graz; † 8. Juni 1650 in Wien) (ab 1635 Reichsgraf von und zu Trauttmansdorff-Weinsberg), Freiherr von Gleichenberg, Neuenstadt am Kocher, Negau, Burgau und Totzenbach, Herr zu Teinitz, Ritter des Goldenen Vlieses, Kaiserlicher Geheimer Rat, Kämmerer und Obersthofmeister; war ein österreichischer Politiker zur Zeit des Dreißigjährigen Krieges.

## Herkunft
Seine Eltern waren Johann Friedrich von Trauttmansdorff (1540–1614) (seit 1598 Freiherr) und dessen Ehefrau Eva von Trauttmansdorff (um 1550–1592).

## Leben

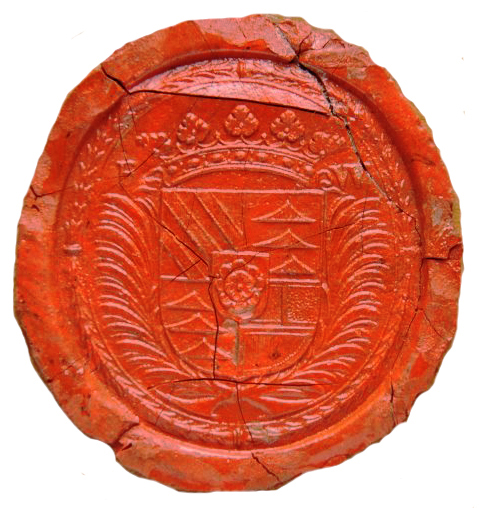
Siegel Trauttmansdorffs aus dem Jahr 1648

Nach einem Studium der Rechtswissenschaften in Padua, Siena und Perugia von 1601 bis 1603 trat Trauttmansdorff für kurze Zeit in die Kaiserliche Armee ein und wurde Rittmeister. Seine politische Karriere begann er im Jahr 1609 als Mitglied des Reichshofrats unter Kaiser Rudolf II.
Unter Kaiser Matthias förderte der Geheimratsdirektor Melchior Khlesl den Aufstieg von Trauttmansdorff. Im Jahr 1614 wurde er Obersthofmeister von Kaiserin Anna von Österreich-Tirol und führte für den abwesenden Reichshofratspräsidenten den Vorsitz in diesem Gremium. Wohl im Juni 1618 wurde Trauttmansdorff zum Geheimen Rat ernannt, wurde offiziell aber erst im September in dieses Gremium aufgenommen. Nach dem Sturz Khlesls im Juni 1618 gehörte er zu den Beratern des Kaisers, die diesen zu energischen Schritten gegen König Ferdinand II. und Erzherzog Maximilian III., die Khlesl hatten gefangen nehmen lassen, aufforderten. Matthias konnte sich zwar dazu nicht durchringen, aber er gab die Regierung nicht an den darauf drängenden Ferdinand II. ab. Trauttmansdorff unterstützte den Kaiser in einer gegenüber den Aufständischen in Böhmen moderaten Politik.
Nach dem Tod von Kaiser Matthias wurde Trauttmansdorff  einer der wichtigsten Berater und Diplomaten Ferdinands II. 1619 fädelte er erfolgreich das Bündnis zwischen dem von den böhmischen Ständen abgesetzten Ferdinand II. und Herzog Maximilian I. von Bayern ein. Auch der Frieden von Nikolsburg (6. Januar 1622), in dem Gábor Bethlen auf die ungarische Krone verzichtete, trägt hauptsächlich die Handschrift Trauttmansdorffs. Der Lohn für sein diplomatisches Geschick war die Grafenwürde im Jahr 1623. Im Jahr 1628 wurde er in den böhmischen Herrenstand aufgenommen.
Seit spätestens 1633 war Trauttmansdorff Obersthofmeister und einer der engsten Berater des Kaisersohns Ferdinand III. Am Wiener Hof zählte er zu den langjährigen Kritikern Wallensteins. Trauttmansdorff wurde im Dezember 1633 nach Pilsen entsandt, um Wallenstein zu einem Feldzug gegen den in Bayern eingefallenen Bernhard von Sachsen-Weimar zu bewegen. Wallenstein ging auf das Gesuch des Kaisers nicht ein. Bei der Rückkehr nach Wien verurteilte Trauttmansdorff Wallensteins Haltung und riet dem Kaiser zu dessen Verhaftung.
1634 wurde Trauttmansdorff zum Minister Ferdinands II. berufen und mit der Aufgabe betraut, mit Kursachsen einen Ausgleich auf dem Verhandlungswege herbeizuführen. Am 30. Mai 1635 schloss er den Frieden von Prag mit Kursachsen. Dieser die kaiserlich-katholische Position stärkende Friedensschluss sah außer der Einigung mit den protestantischen Ständen den Rückzug fremder Truppen aus dem Reichsgebiet vor. Diese Hoffnung erfüllte sich durch das Eingreifen Frankreichs in den Konflikt letzten Endes nicht. 1635 schenkte Kaiser Ferdinand II. als Dank für diesen Erfolg Stadt und Amt Weinsberg dem Grafen Maximilian von und zu Trauttmansdorff, der beide 1646 an Württemberg zurückgab.
Mit der Krönung Ferdinands III. zum Kaiser 1637 wurde Trauttmansdorff als dessen leitender Minister zur mächtigsten Person am Wiener Hof nach dem Kaiser. 1639 erwarb er, nachdem er seit 1627 einen kleineren Wohnsitz an den Tuchlauben hatte, das später Palais Trauttmansdorf genannte Anwesen in der Wiener Herrengasse nahe dem kaiserlichen Hof. Das Palais befand sich bis 1940 im Familienbesitz.

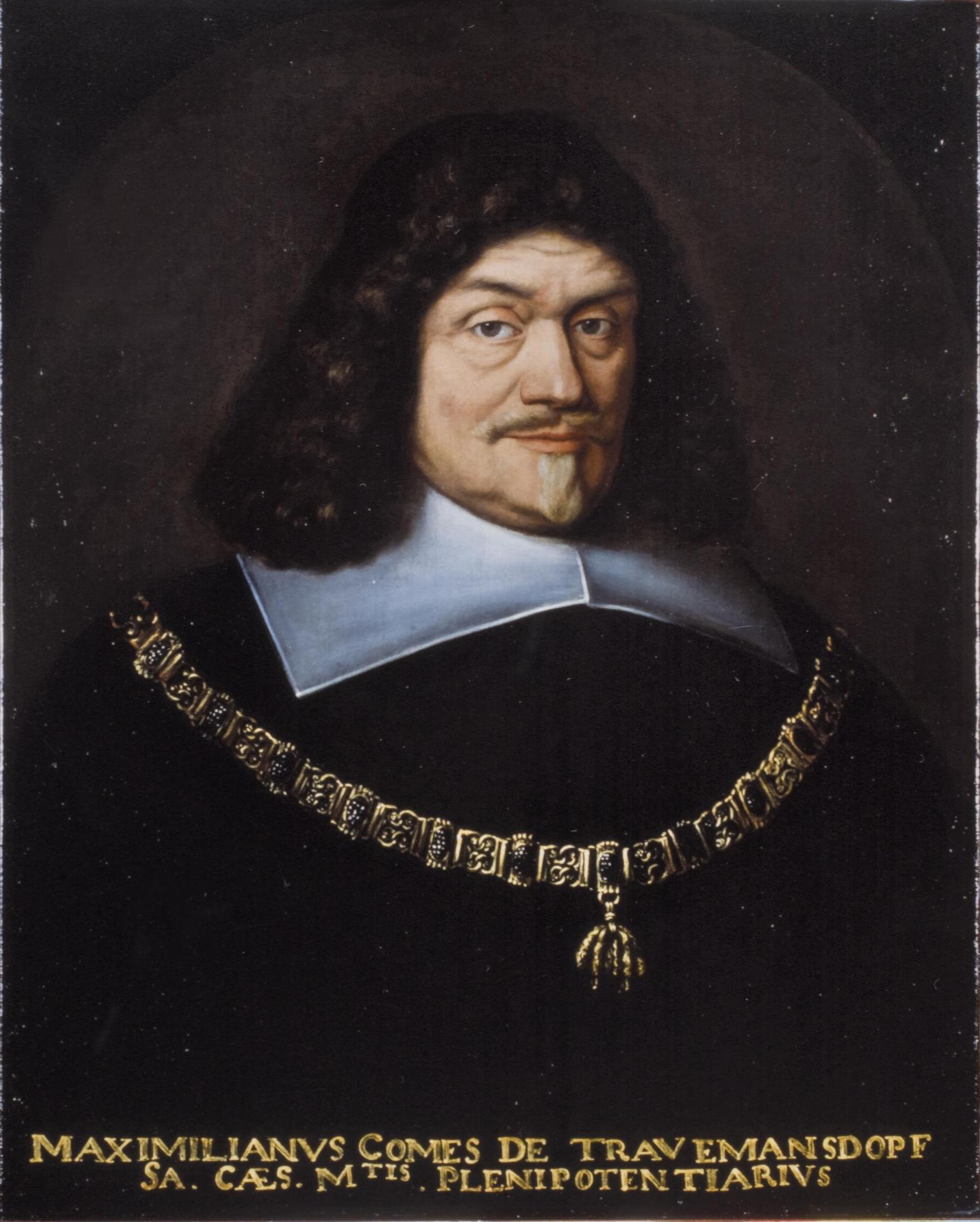
Maximilian Graf von und zu Trauttmansdorff (Porträt im Friedenssaal des Historischen Rathauses Münster, 1648)

Am Zustandekommen des Westfälischen Friedens wirkte der gräfliche Diplomat von 1645 bis 1647 als habsburgischer Hauptunterhändler im katholischen Lager in Münster entscheidend mit. Er legte im Juni 1647 zu den verschiedenen Fragekomplexen der Friedensverhandlungen Vertragsentwürfe vor, die zusammengefasst als „Trauttmansdorffianum“ bezeichnet wurden. Auf Seiten der Reichsstände und auch katholischer Fürsten wurden die Entwürfe jedoch in wichtigen Punkten nicht mitgetragen. Am 6. Juni 1647 kehrte Trauttmansdorf enttäuscht an den Hof zurück. Die Arbeit wurde vom neuen Hauptgesandten Graf Johann Ludwig von Nassau-Hadamar und vor allem von Isaak Volmar weitergeführt, die die Verhandlungen bis Ende 1648 zu einem erfolgreichen Ergebnis führen konnten. Maximilian von und zu Trauttmansdorf starb am 8. Juni 1650 in Wien; eine genealogische Quelle nennt als Todestag den 7. Juni 1650.

## Familie
Maximilian von und zu Trauttmansdorff heiratete 1615 die Gräfin Sophie von Pálffy (1592/96?–1668). Aus der Ehe gingen sieben Söhne und zwei Töchter hervor:
- Adam Matthias (1617–1684), böhmische Oberstlandmarschall

⚭ Eva Johanna von Sternberg (1628–1674)
⚭ Maria Isabel von Lobkowicz (1649–1719)
- Johann Friedrich (1619–1696), Statthalter in Böhmen

⚭  Maria Clara von Dietrichstein (um 1626–1667)
⚭ Anna Maria Berka († 1672), verwitwete Gräfin Khiell
⚭ Maria Eleonore vom Sternberg, Freiin von Holicky (1654–1703)
- Maximilian (1625–1705), Geheimer Rat ⚭ Viktoria Eleonora von Trauttmansdorff († 1705)
- Sigmund Georg (1638–1708), Geheimer Rat ⚭ Cäcilia Renata von Wildenstein († 1708)
- Franz Anton (1628–1683) ⚭ Gräfin Margaretha von Porzia
- Ferdinand (1637–1692) ⚭ Maria Elisabeth von Kinsky (* 1670; † 26. März 1737)
- Maria Margareta (um 1630–1692) ⚭ Georg Siegmund von Herberstein († 20. April 1696), Diplomat

## Ehrungen
Eine Büste des Grafen ist in der von König Ludwig I. von Bayern errichteten Walhalla aufgestellt. Denn Trauttmansdorff verhalf der bayerischen Linie der Wittelsbacher zur Kurfürstenwürde.